# Blas Romero
Blas Agustín Romero Bernal (San Lorenzo, Paraguay, 2 de febrero de 1966) es un ex futbolista paraguayo y actual Director Técnico. Jugaba de mediocampista o delantero. Actualmente dirige al club San Lorenzo de la Segunda División de Paraguay. 
Militó en clubes de Paraguay, Argentina, Chile, Bolivia y Colombia y fue internacional con su Selección en la Copa América 1991 realizada en Chile, país donde realizó su mejor campaña en el extranjero, ya que fue campeón del ascenso de dicho país.

## Clubes

### Como jugador
| Club                 | País      | Año       |
| -------------------- | --------- | --------- |
| Sportivo San Lorenzo | Paraguay  | 1984-1986 |
| Libertad             | Paraguay  | 1986-1991 |
| Belgrano de Córdoba  | Argentina | 1991-1992 |
| Once Caldas          | Colombia  | 1993      |
| Deportes Concepción  | Chile     | 1994-1995 |
| Sol de América       | Paraguay  | 1996      |
| Oriente Petrolero    | Bolivia   | 1997      |
| Atlético Colegiales  | Paraguay  | 1997      |
| Sportivo San Lorenzo | Paraguay  | 1998      |

### Como entrenador
| Club                   | País     | Año       |
| ---------------------- | -------- | --------- |
| San Lorenzo            | Paraguay | 2010-2011 |
| Selección Sanlorenzana | Paraguay | 2015      |
| San Lorenzo            | Paraguay | 2016-     |